# 小行星5235
小行星5235（英語：5235 Jean-Loup）是一颗围绕太阳公转的小行星。1990年9月16日，亨利·E·霍爾特在帕洛马山发现了此天体。
这颗小行星的绝对星等为30.67161583723231等。